# DOK
«DOK» — український музичний колектив, створений в Донецьку в 2008 році, який грає в стилі брутал-поп-павер.

## Історія
До його складу входили три учасники: Станіслав Іващенко, Євген Кравцов і Олександр Оленєв. Московський журнал «FUZZ» поставив дебютний альбом «DOK» на 13 місце в списку найкращих російських альбомів 2009 року. Гурт був описаний як: «абсолютно невідоме і тому, ще більш приголомшливе українське тріо, яке складається з басиста, саксофоніста та ударника. Тріо грає інструментальну музику, яка могла б вийти у Morphine і Red Snapper, якби була можлива їхня зустріч у студії. Один з найбільш вражаючих нових гуртів року». У 2010 Олександр Оленєв покинув колектив і як саксофоніст був прийнятий Станіслав Кравченко. Другий студійний альбом «Dva» був записаний під керівництвом ізраїльського музиканта і продюсера Мєїра Амара і випущений в 2011 році. Гурт виступав на таких фестивалях як «Джаз Коктебель», «Сусідній світ», «Порожні Пагорби».
В квітні 2013 року вийшов третій студійний альбом гурту, який називається «Be water». Музиканти працювали над альбомом протягом попередніх двох років.

## Цікаві факти
Слово «ДОК» з індонезійської мови можна перекласти як «квітка». Варто зазначити, що назва колективу не має відношення до цього слова, учасники колективу не прив'язують назву до чогось конкретно і ввідають перевагу його загадковості.

## Склад
- Станіслав Іващенко — ударні
- Євген Кравцов — бас-гітара
- Станіслав Кравченко — саксофон, клавішні

Колишні учасники
- Олександр Оленєв

## Дискографія
- «Dok» (2009)

1. In
2. I go
3. Ushlo
4. Murmansk
5. Zhaba
6. Bolit
7. Ia ix s'el
8. Kora
9. Zanovo
10. 10

- «Dva» (2011)

1. EXIT
2. RED
3. CHARLES
4. TSE TSE
5. NERAZLUCHNIK
6. PINKOD
7. ATOLL
8. OZON
9. PALAX
10. ALKOULA
11. SEGODNIA&VCHERA
12. NASEKOMOE

- «Be water» (2013)

1. Secunda
2. Shu
3. Indira
4. Equator
5. To find a way
6. Be Water
7. Kirdjali